# Liste der Baudenkmäler im Wuppertaler Wohnquartier Jesinghauser Straße
Die Liste der Baudenkmäler im Wuppertaler Wohnquartier Jesinghauser Straße enthält die denkmalgeschützten Bauwerke auf dem Gebiet von Wuppertal-Jesinghauser Straße in Nordrhein-Westfalen (Stand: November 2011). Diese Baudenkmäler sind in der Denkmalliste der Stadt Wuppertal eingetragen; Grundlage für die Aufnahme ist das Denkmalschutzgesetz Nordrhein-Westfalen (DSchG NRW).

## Auszug aus der Denkmalliste

### Eingetragene Baudenkmäler
| Bild           | Bezeichnung                         | Lage                                                     | Beschreibung                                                                                 | Bauzeit | Eingetragen seit  | Denkmal- nummer |
| -------------- | ----------------------------------- | -------------------------------------------------------- | -------------------------------------------------------------------------------------------- | ------- | ----------------- | --------------- |
| weitere Bilder | Siedlung (Wohnhof Grundstraße)      | Jesinghauser Straße (Siedlung Wohnhof Grundstraße) Karte | Zur Siedlung Wohnhof Grundstraße gehören:Grundstraße 4, 6, 8, 10, 12, 14, 16, 18, 20         |         | 15. November 1985 | 0               |
| weitere Bilder | Siedlungshaus (Wohnhof Grundstraße) | Jesinghauser Straße Grundstraße 4 Karte                  | Bestandteil der Siedlung Wohnhof Grundstraße, eine bauliche Einheit mit Grundstraße 6,8,10   |         | 15. November 1985 | 644             |
| weitere Bilder | Siedlungshaus (Wohnhof Grundstraße) | Jesinghauser Straße Grundstraße 6 Karte                  | Bestandteil der Siedlung Wohnhof Grundstraße, eine bauliche Einheit mit Grundstraße 4,8,10   |         | 15. November 1985 | 644             |
| weitere Bilder | Siedlungshaus (Wohnhof Grundstraße) | Jesinghauser Straße Grundstraße 8 Karte                  | Bestandteil der Siedlung Wohnhof Grundstraße, eine bauliche Einheit mit Grundstraße 4,6,10   |         | 15. November 1985 | 644             |
| weitere Bilder | Siedlungshaus (Wohnhof Grundstraße) | Jesinghauser Straße Grundstraße 10 Karte                 | Bestandteil der Siedlung Wohnhof Grundstraße, eine bauliche Einheit mit Grundstraße 4,6,8    |         | 15. November 1985 | 644             |
| weitere Bilder | Siedlungshaus (Wohnhof Grundstraße) | Jesinghauser Straße Grundstraße 12 Karte                 | Bestandteil der Siedlung Wohnhof Grundstraße                                                 |         | 15. November 1985 | 645             |
| weitere Bilder | Siedlungshaus (Wohnhof Grundstraße) | Jesinghauser Straße Grundstraße 14 Karte                 | Bestandteil der Siedlung Wohnhof Grundstraße, eine bauliche Einheit mit Grundstraße 16,18,20 |         | 15. November 1985 | 646             |
| weitere Bilder | Siedlungshaus (Wohnhof Grundstraße) | Jesinghauser Straße Grundstraße 16 Karte                 | Bestandteil der Siedlung Wohnhof Grundstraße, eine bauliche Einheit mit Grundstraße 14,18,20 |         | 15. November 1985 | 646             |
| weitere Bilder | Siedlungshaus (Wohnhof Grundstraße) | Jesinghauser Straße Grundstraße 18 Karte                 | Bestandteil der Siedlung Wohnhof Grundstraße, eine bauliche Einheit mit Grundstraße 14,16,20 |         | 15. November 1985 | 646             |
| weitere Bilder | Siedlungshaus (Wohnhof Grundstraße) | Jesinghauser Straße Grundstraße 20 Karte                 | Bestandteil der Siedlung Wohnhof Grundstraße, eine bauliche Einheit mit Grundstraße 14,16,18 |         | 15. November 1985 | 646             |

## Denkmaleigenschaft in Bearbeitung/Prüfung
| Bild           | Bezeichnung                     | Lage                              | Beschreibung                                                                    | Bauzeit | Eingetragen seit | Denkmal- nummer |
| -------------- | ------------------------------- | --------------------------------- | ------------------------------------------------------------------------------- | ------- | ---------------- | --------------- |
| weitere Bilder | Brücke (Rheinische Bahnstrecke) | Jesinghauser Straße Dahler Straße | Bestandteil der Rheinischen Bahnstrecke, D-Wert als Einzelobjekt wird überprüft |         |                  | 0               |